# Los Ausines
Los Ausines est une commune d'Espagne située dans la communauté autonome de Castille-et-León, dans la province de Burgos. Elle s'étend sur 41,68 km2 et comptait environ 151 habitants en 2011.

## Géographie
La municipalité est située dans la localité de San Juan, comprenant en outre trois localités et une entité mineure :
- Quintanilla
- San Quirce
- Sopeña
- Cubillo del César, cette dernière est la seule entité locale mineure.

## Histoire
Los Ausines est décrite ainsi dans le volume III du Diccionario geográfico-estadístico-histórico de España y sus posesiones de Ultramar, ouvrage inspiré par Pascual Madoz au milieu du XIXe siècle : 

« Lugar con ayuntamiento en la provincia, partido judicial, administración de rentas, audiencia territorial y capitanía general de Burgos; Situado a la falda de unos riscos bastante altos y a la orilla del río de su nombre, el cual fertiliza una parte del terreno; le bate el aire N y O, y su clima es sano, pero propenso a tercianas; tiene 60 casas de mala construcción y de escasas comodidades, las que están divididas en barrios con 1 iglesia parroquial en cada uno. Hay 1 casa consistorial, 1 hospital para albergue de pobres transeúntes, 1 escuela de educación primaria y 1 ermita. El agua que con-sumen los habitantes es del río, por no serles perjudicial y carecer de manantiales. Confina el término por N con el de Modúbar de San Cibrián, por E con el de Revilla del Campo, por S con el de Hontoria de la Cantera, y por O con el de Revilla-Ruz, distando de la población los referidos límites de 1/8 a 3/8 de legua. El terreno es bastante productivo, principalmente de buenos pastos y árboles. Se cultiva más de la mitad y se riega una pequeña parte; Producciones: trigo, cebada, centeno, avena, lino, legumbres y ganado mayor y menor. Población: 59 vecinos, 203 almas. Capital productivo: 1.460.200 reales. Imponible: 141.877 reales. Contribución: 6.636 reales 14 maravedíes. »

— Diccionario geográfico-estadístico-histórico de España y sus posesiones de Ultramar

« Lieu avec la mairie de la province, le parti judiciaire, l'administration des revenus, l'audience territoriale et la capitainerie générale de Burgos; Situé au pied d'une falaise assez élevée et au bord de la rivière qui porte son nom, qui fertile une partie de la terre; il est battu par l'air N et O, et son climat est sain, mais sujet aux tertiaires; il a 60 maisons de mauvaise construction et de peu de commodités, qui sont divisées en quartiers avec 1 église paroissiale dans chacun. Il y a 1 maison consistoriale, 1 hôpital pour les pauvres passants, 1 école primaire et 1 ermitage. L'eau consommée par les habitants provient de la rivière, car elle n'est pas nocive pour eux et n'a pas de sources. Le territoire est délimité par N avec celui de Modúbar de San Cibrián, par E avec celui de Revilla del Campo, par S avec celui d'Hontoria de la Cantera et par O avec celui de Revilla-Ruz, à une distance de la population de ces limites de 1/8 à 3/8 de lieues. Le terrain est assez productif, principalement de bons pâturages et des arbres. Plus de la moitié est cultivée et une petite partie est irriguée; Production: blé, orge, seigle, avoine, lin, légumineuses et bétail. Population: 59 voisins, 203 âmes. Capital productif: 1 460 200 réals. Imposable: 141 877 réals. Contribution : 6 636 reals 14 maravides. »

— Diccionario geográfico-estadístico-histórico de España y sus posesiones de Ultramar
La localité posséda une gare ferroviaire appartenant à la ligne Santander-Méditerranée, qui a été opérationnelle de 1927 à 1985. Aujourd'hui, l'ancienne ligne de chemin de fer a été reconvertie en voie verte.